# Beatriz Mojica Morga
Beatriz Mojica Morga (Azoyú, Guerrero; 25 de febrero de 1973) es una política mexicana, miembro del Movimiento Regeneración Nacional. Es presidenta de “Mi Corazón es Guerrero”, asociación civil dedicada a promover diálogos para la paz y el desarrollo en el estado. Es Maestra y especialista en desarrollo de políticas públicas. En 2015 fue la primera candidata mujer del PRD a la gubernatura del estado. Fue secretaria general del Partido de la Revolución Democrática de 2015 a 2017, partido del que renunció en 2019. También fue Diputada del Congreso de la Unión de 2003 a 2006. Actualmente es Diputada del Congreso de Guerrero

## Biografía
Nació en Costa Chica en el seno de una familia de campesinos y comerciantes. Tiene ascendencia afromexicana por parte de madre, Petra Morga, una mujer negra campesina que desde niña sufrió discriminación y racismo. Petra y su esposo Salvador Mojica Ponce tuvieron siete hijos entre ellos Beatriz. Creció en la región de Tierra Caliente. Realizó sus primeros estudios en Ciudad Altamirano.
Licenciada en Comunicación Social por la UAM-Xochimilco con una maestría en Políticas Públicas por el ITAM, becada por Conacyt y una maestría en Gestión de Políticas Económicas para el Desarrollo por el Centro de Estudios e Investigación para el Desarrollo Internacional de la Universidad de Auvergne, Clermont-Ferrand, en Francia. Especialista en desarrollo institucional y capacitación por el INAP de España, con prácticas profesionales en la Representación de México en la Organización para la Cooperación y el Desarrollo Económicos (OCDE) en París, Francia.

## Trayectoria política e institucional

### Partido de la Revolución Democrática
Militante de izquierda, desde joven participó en la lucha democrática en Guerrero y en 1989 Mojica se sumó al Partido de la Revolución Democrática entonces liderado por Cuauhtémoc Cárdenas Solórzano. Empezó a militar de la mano de su madre. En el PRD fue diputada federal, secretaria de Alianzas y Relaciones Políticas Nacionales y directora de Estudios y Programas en la secretaría de Formación Política.
Fue elegida diputada Federal en la LIX Legislatura para el periodo 2003-2006. Como legisladora federal presentó la primera iniciativa para que las suplencias de mujeres candidatas fueran del mismo sexo, con el fin de evitar la simulación y discriminación a la que recurrían algunos partidos políticos. En Comisión Especial para conocer y dar seguimiento a las investigaciones relacionadas con los feminicidios en la república Mexicana y a la Procuración de Justicia Vinculada impulsó estudios sobre la violencia de género y otras políticas a favor de las mujeres. Entre sus logros legislativos destaca la despenalización de los delitos de prensa, otorgando especial atención a las agresiones contra periodistas.
En las elecciones federales de México de 2006, Mojica colaboró en el área de jóvenes, en el proyecto alternativo de gobierno encabezado por Andrés Manuel López Obrador, después del fraude electoral participó activamente en la resistencia civil pacífica. 
Tras la victoria del PRD en el gobierno del estado, fue nombrada en 2011 por el gobernador Ángel Aguirre Rivero titular de la Coordinación General de Fortalecimiento Municipal, puesto que ocupó de 2011-2012 y posteriormente Secretaria de Desarrollo Social del Estado de Guerrero entre 2012 y 2015.

### Candidata a gobernadora de Guerrero (2015)
En 2015 fue designada candidata a gobernadora del estado de Guerrero por el Partido de la Revolución Democrática y el Partido del Trabajo, coalición llamada "Mejoremos Guerrero" Mojica obtuvo el 34.72% del sufragio electoral para las elecciones que se celebraron el 7 de junio de 2015, en donde resultó ganador Héctor Astudillo Flores del Partido Revolucionario Institucional.

### Presidenta y Secretaria General del PRD (2015-2017)
El 7 de noviembre de 2015 Mojica asumió la Secretaría General del PRD junto con Agustín Basave Benítez, como presidente nacional del partido. Tras la renuncia de Basave el 3 de julio de 2016 Mojica desempeñó interinamente el cargo de presidenta nacional del Partido de la Revolución Democrática. El 16 de julio fue elegida como dirigente nacional Alejandra Barrales, ex secretaria de Educación del gobierno capitalino,  con 264 votos a favor, por encima de los 58 que obtuvo Pablo Gómez, quien llamó a recuperar la estatura moral. Mojica fue nuevamente ratificada como Secretaria General del Partido de la Revolución Democrática, cargo que desempeñó formalmente hasta 2017.

### Candidata a senadora por Guerrero (2018)

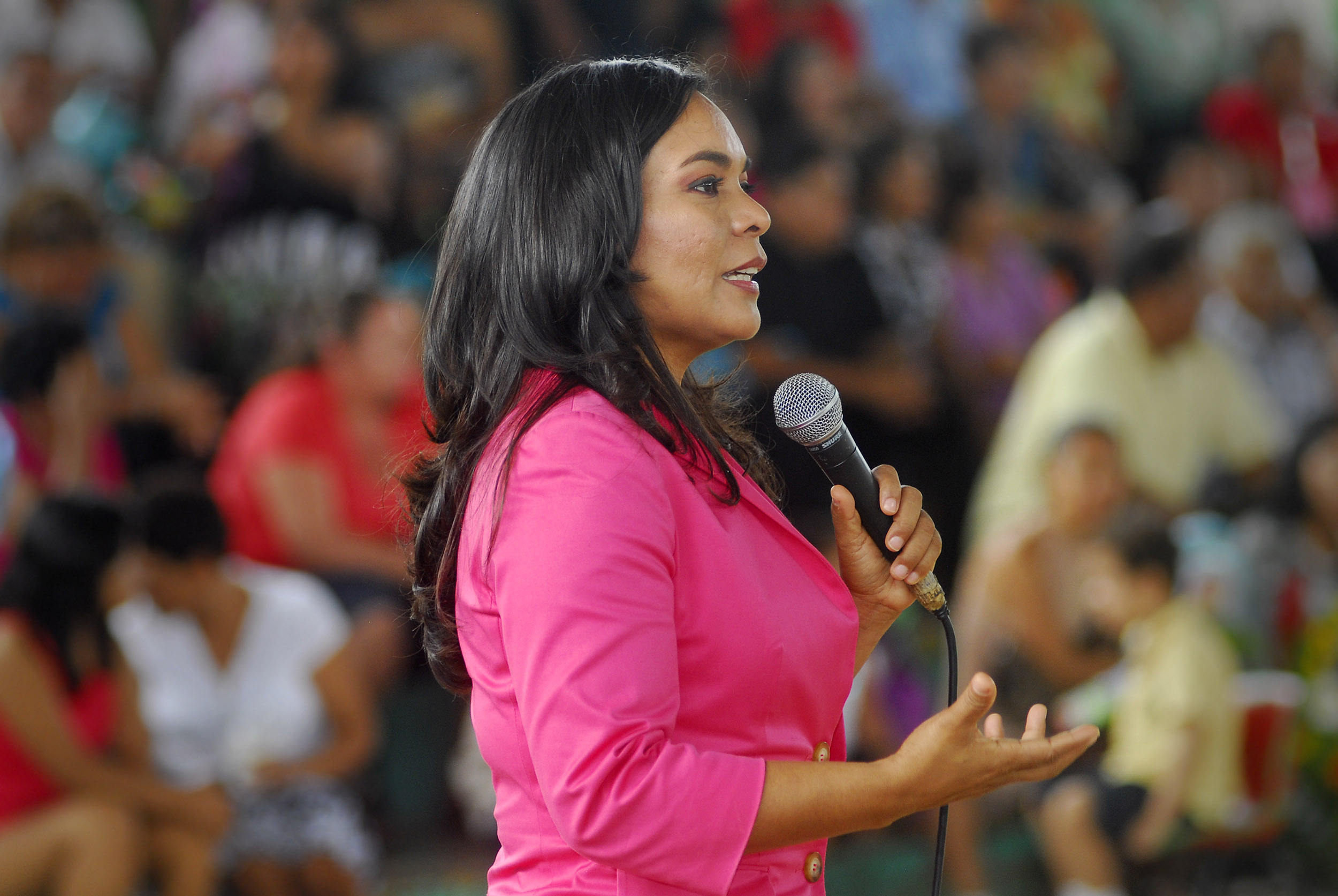
Beatriz Mojica Morga Campaña en 2014

En 2018 fue candidata a senadora de la república por la coalición Por México al Frente, obteniendo 357 220 votos a menos de medio punto porcentual de la primera minoría y a pesar de que el Tribunal Electoral del Poder Judicial de la Federación reconoció la violencia política por razón de género ejercida en su contra.  

### Renuncia al PRD
Renunció al PRD en agosto de 2019 tras treinta años de militancia, señalándose en contra de la política de golpeteo al presidente Andrés Manuel López Obrador y que por el momento no participaría en ningún partido político y cuestionando que en el partido se estuviera planteando la alianza con el Partido Revolucionario Institucional "con esa camarilla que tanto daño ha hecho a nuestro estado" señaló en su carta pública abriendo la posibilidad de participar en una construcción de opción de izquierda que "que gobierne de manera diferente, sin raterías y sin exclusiones".

### Precandidata a gobernadora de Guerrero (2021)
En julio de 2020 Alberto Anaya, dirigente nacional del Partido del Trabajo  la anunció como propuesta para la encuesta a la gubernatura de Guerrero. Sin embargo tras la ruptura de la coalición oficial en el estado entre el Movimiento Regeneración Nacional y el PT, Mojica expreso sus intenciones de participar dentro de la selección del candidato a la gubernatura por medio de la encuesta interna de Morena, como candidata externa, aunque finalmente no consiguió la candidatura.
En noviembre de 2020 representantes de Morena, PT y PVEM presentaron ante el Consejo General del Instituto Electoral y de Participación Ciudadana (IEPC) su propuesta de coalición Juntos Haremos Historia en Guerrero de cara a las elecciones 2021. Beatriz celebró la firma de dicho acuerdo por buscar la unidad entre quienes respaldan la Cuarta Transformación y dijo que esta “es la oportunidad para terminar con la triada de pobreza, violencia y corrupción que tanto daño le ha hecho a su estado”. En diciembre de 2020 denunció que no fue contemplada en la segunda encuesta que definió quién encabezaría la candidatura.
En marzo de 2021 tras la decisión de Morena de revocar la candidatura de Félix Salgado Macedonio acusado de violación y abuso sexual, la Comisión Nacional de Justicia y Honestidad instó a la Comisión Nacional de Elecciones repetir la encuesta de la selección del candidato a la gubernatura, Mojica expresó nuevamente su intención de participar en la nueva encuesta, para obtener la candidatura a gobernadora del Movimiento Regeneración Nacional.  Según un sondeo por la candidatura de Guerrero otras dos mujeres, la senadora Nestora Salgado y Adela Román estarían en disposición junto a Beatriz Mojica de ser candidatas., aunque finalmente Félix Salgado Macedonio fue nuevamente ratificado en la segunda encuesta del partido como candidato a gobernador, el 18 de marzo Mojica expresó públicamente su apoyo a Salgado Macedonio.  

### Diputada local (2021-2024)
El 4 de marzo de 2021, inició formalmente su campaña como candidata a diputada local por el distrito local 5 de Acapulco por el Movimiento Regeneración Nacional. En las elecciones del 6 de junio, fue electa diputada local con el 50.62% del voto. 

#### Otras iniciativas
Junto a su hermana Teresa Mojica impulsó el Museo Comunitario Afromexicano en Huehuetán, municipio de Azoyú, Guerrero inaugurado en 2017. La casa que lo alberga fue donada por su madre Petra Morga donde nació su padre y vivió.  La Fundación Afromexicana Petra Morga A.C. lleva al nombre de su madre quien sufrió de niña la discriminación y el racismo por ser mujer y negra.